# Linie 9 (Metro Delhi)
| Spurweite: | 1435 mm (Normalspur) |                     |                  |
| |                      |                     |                  |
| \| \| \| Dwarka Blau/Linie 3 \| (im Bau) \| \| \| \| Nangli \| \| \| \| \| \| \| \| \| \| Najafgarh \| \| \| \| \| Dhansa Bus Stand \| \| |                      |                     |                  |
| U-Bahn-Kopfbahnhof Anfang Hochstrecke (Strecke außer Betrieb)                                                                             |                      | Dwarka Blau/Linie 3 | (im Bau)         |
| U-Bahn-Bahnhof (Strecke außer Betrieb) |                      | Nangli              | Nangli           |
| U-Bahn-Tunnelanfang |                      |                     |                  |
| U-Bahn-Bahnhof (Strecke außer Betrieb) (im Tunnel)                                                                                        |                      | Najafgarh           | Najafgarh        |
| U-Bahn-Kopfbahnhof Streckenende (Strecke außer Betrieb) (im Tunnel)                                                                       |                      | Dhansa Bus Stand    | Dhansa Bus Stand |

Die Linie 9  („Graue Linie“) der Metro Delhi ist eine Linie des Metrosystems der indischen Hauptstadt Delhi. Die normalspurige Strecke wurde mit Wechselstrom mit 25 kV/50 Hz elektrifiziert. Sie besteht aus drei Stationen (Phase III) von Dwarka nach Najafgarh und einer weiteren Verlängerung zum Dhansa Bus Stand. Der erste Streckenabschnitt ist 4,5 Kilometer lang mit einer Untergrundstation. Die Eröffnung war nach Verschiebungen im Oktober 2019. Der Ausbauzustand für die baulichen Anlagen betrug im Februar 2018 etwa 84,9 %.
Die weitere Verlängerung um 1,2 Kilometer zum Dhansa Bus Stand erfolgte unterirdisch und wurde im September 2021 eröffnet.

## Stationen
| Stationen | Stationen        | Stationen    | Stationen      | Stationen           | Stationen  |
| #         | Stationsname     | Stationsname | Eröffnung      | Umsteigemöglichkeit | Lage       |
| #         | Englisch         | Hindi        | Eröffnung      | Umsteigemöglichkeit | Lage       |
| --------- | ---------------- | ------------ | -------------- | ------------------- | ---------- |
| 1         | Dwarka           | द्वारका         | Oktober 2019   | Blau/Linie 3        | Hochbahn   |
| 2         | Nangli           | नंगली          | Oktober 2019   |                     | Hochbahn   |
| 3         | Najafgarh        | नजफगढ़        | Oktober 2019   |                     | Untergrund |
| 4         | Dhansa Bus Stand | ढांसा बस स्टैंड    | September 2021 |                     | Untergrund |